# Иванищева (деревня)
Иванищева — деревня в Ирбитском МО Свердловской области, Россия. В окрестностях располагается Ирбитский государственный охотничий заказник.

## География
Деревня Иванищева «Ирбитского муниципального образования» находится в 18 километрах (по автотрассе в 21 километрах) к западу-северо-западу от города Ирбит, в лесной местности, на левом берегу реки Черепанка (левого притока реки Вязовка, бассейна реки Ирбит). В окрестностях располагается Ирбитский государственный охотничий заказник.

## Население
| 2002 | 2010 |
| ---- | ---- |
| 15   | ↘12  |